# George McShane
Patrick George McShane (* 18. April 1858 in Keilor, Australien; † 11. Dezember 1903 in Kew, Australien) war ein australischer Cricket- und Australian-Football-Spieler, der zwischen 1885 und 1888 für die australische Nationalmannschaft spielte.

## Aktive Karriere

### Cricket
McShane gab sein First-Class-Debüt in der Saison 1880/81 und spielte in der Folge für Victoria. Sein Test-Debüt folgte in der Nationalmannschaft im fünften Test der Ashes Tour 1884/85, nachdem er im vierten Spiel noch als Umpire fungiert hatte. Auch bei den Besuchen Englands in den Saisons 1886/87 und Ashes Tour 1887/88 absolvierte er jeweils einen Test, konnte jedoch in keinem dieser herausragen. Sein letztes First-Class-Spiel absolvierte er in der Saison 1892/93.

### Australian Football
Neben Cricket war McShane auch im Australian Football aktiv. Er spielte zunächst für Essendon und half bei der Gründung von Fitzroy, dessen Kapitän er später wurde.

## Nach der aktiven Karriere
Nach seiner aktiven Karriere wurde Platzwart in Melbourne und kümmerte sich um das Spielfeld des St Kilda Cricket Clubs. Während seiner Zeit dort hatte er hatte finanzielle Probleme und erkrankte psychisch. Daraufhin wurde er in eine psychologische Einrichtung aufgenommen. Dort verstarb er im Dezember 1903 im Alter von 46 Jahren an Influenza.